# Accademia Georgica
L'Accademia Georgica è un'accademia italiana sorta a Treia nel 1430 per volere dell'erudito Bartolomeo Vignati con lo scopo di riunire nobili intellettuali dediti alla "incantatrice arte di Apollo". 

## Storia
I momenti più significativi vissuti dall'Accademia Georgica di Treia possono essere suddivisi in due periodi storici che, nell'intera Europa, hanno vissuto radicali cambiamenti politici, culturali ed economici. 

Il primo momento importante è il secolo XV, periodo in cui gli intellettuali riscoprirono il mondo classico. In questo secolo, quella passione umanistica che spinse molti all'attività intellettuale avrebbe animato, secondo la tradizione, anche un erudito, scrittore apostolico e Datario di Eugenio IV,  Bartolomeo Vignati, che in seguito divenne vescovo di Senigallia. Nel 1430 Bartolomeo Vignati fondò nella sua città natale, Treia (allora detta Montecchio), una Accademia di nobili intellettuali dediti alla "incantatrice arte di Apollo". Questi nobili decisero di usare l'appellativo Sollevati, con allusione alla potenza sublimatrice della poesia che coltivavano e, nello stemma, impressero una nuvoletta attratta dal sole, simbolo della levità e leggiadria dei loro componimenti poetici, mentre il verso virgiliano posto a didascalia (coelum omne ciebunt) rimarcava che la fama e l'eco della poesia dei Sollevati sarebbe rimbombata per l'intera volta celeste.
La vicenda sull'origine così antica dell'Accademia sembra titubare al momento della verifica storica. Tale notizia compare per la prima volta nell'opera Treia, oggi Montecchio, illustrata dell'abate Giuseppe Colucci. Costui la attribuisce, a sua volta, a Francesco Lancellotti precisando, però, di non essere a conoscenza di quali siano state le fonti utilizzate dal ricercatore marchigiano. Mancano, inoltre, documenti diretti che possano testimoniare l'attività così antica dei Sollevati. Infatti, la prima opera poetica di un presunto appartenente ai Sollevati, il Canzoniere di Bernardino Bianchi senior, è data alle stampe a Palermo nel 1595, mentre le opere di altri due importanti Sollevati treiesi, Giulio Acquaticci e Ilario Altobelli,  possono essere collocate alla fine del XVII secolo.
Il periodo più fecondo dell'Accademia si ebbe a cavallo tra il Settecento e l'Ottocento, proprio nel periodo dell'Illuminismo. Il notevole incremento demografico di quel periodo causò una forte crisi economica che investì l'intero continente europeo. Le risoluzioni efficaci potevano essere, secondo la corrente fisiocratica e liberista, il progresso e lo sviluppo dell'agricoltura. Questa teoria trovò terreno fertile nella cittadina di Montecchio (che nel 1790 fu ribattezzata latinamente col nome di Treia ed eretta al grado di città), dove nel 1778 alcuni intellettuali, innovatori e appassionati di agronomia scelsero di trasformare l'Accademia dei Sollevati in un centro per lo studio e la sperimentazione in agricoltura. Così sorse l'Accademia Georgica dei Sollevati, che passò dal culto della poesia al culto dell "Alma parens frugum"; il nuovo stemma -come in foto- si formò con un aratro posto innanzi ad una colonna di ordine toscano, sopra la quale brilla il sole (l'astro fecondatore della terra), ai lati dello stemma in basso c'è l'effigie del rastrello e del badile, in alto la zampogna e la tibia (emblemi della musica e della poesia).
La fama dell'Accademia crebbe talmente rapidamente che vantò nel numero dei soci i più illustri personaggi italiani ed esteri del tempo. "Tra gli italiani sono da ricordare Volta, Tiraboschi, Denina, Conti, Fraboni, Targioni, Paolo Spadoni, i fratelli Arduino, il noto agronomo Filippo Re, il cardinale Castiglioni, che divenne poi Pio VIII, Angelo Mai, Gaetano Marini, Mably e più tardi, Betti, Cantù, Guasti, Mamiani, De Rossi ed altri. Fra gli stranieri l'Accademia ebbe rapporti con D'Alambert, De La Lande e, più recentemente con Mommsen che, per parecchi giorni, si trattenne a Treia per studiare il prezioso patrimonio archivistico conservato nell'Accademia."
Ben presto l'Accademia treiese acquisì notorietà e riuscì a collegarsi con l'Accademia dei Georgofili di Firenze (con la quale intrattiene tutt'oggi stretti rapporti) e con quella di Berna.

## L'attività dell'Accademia
L'attività dell''Accademia Georgica proseguì con due obiettivi: la ricerca e la sperimentazione. I risultati ottenuti dagli studi e dalla sperimentazione venivano pubblicati nel Giornale di Arti e Commercio, curato dall'Accademia, che fu diffuso, in quattro tomi, tra il 1780 e il 1781 non solo in Italia, ma anche in Europa. Il primo tomo appariva con un linguaggio illuministico e illustrava gli ambiziosi obiettivi e che erano, nell'ordine: "l'avanzamento e la migliorazione dell'agricoltura, delle arti, delle manifatture; risvegliare la pubblica e privata industria e rendere gli uomini felici". Nell'Introduzione dello stesso primo tomo ci si diffondeva in elogi dei riformatori toscani e lombardi ai quali veniva associato il pontefice Pio VI definito enfaticamente "emulatore della gloria di Augusto"per aver intrapreso la bonifica delle Paludi Pontine. 

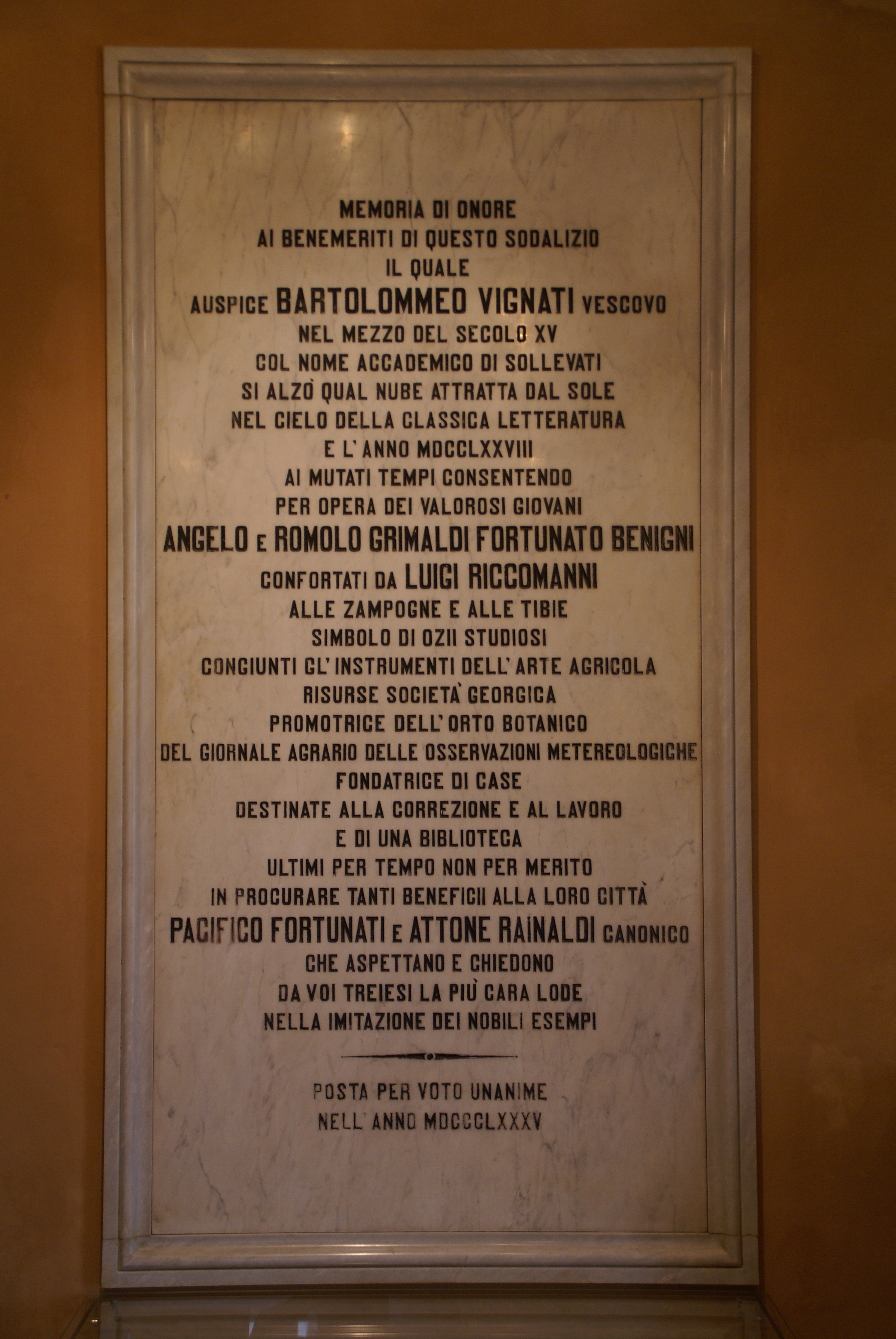
Memorie dei personaggi illustri all'interno dell'Accademia Georgica di Treia

L'Accademia, seppur nuova nel territorio dello Stato Pontificio, ebbe modo, in poco tempo, di farsi conoscere persino dai Ministri dell'Agricoltura della Francia e del Belgio e dallo stesso Napoleone Bonaparte che "aveva divisato di farne un centro di cultura agraria in Italia". Gli esperimenti e le innovazioni dei ricercatori dell'Accademia segnarono un'importante svolta nel settore agricolo, in quanto spetta ai cittadini colti ed illuminati il compito di promuovere lo sviluppo dell'agricoltura istruendo i mezzadri, perché "mai sarà portata suo grado di perfezione l'agricoltura, se non diventeranno prima buoni agricoltori i proprietari che i lavoratori della terra". Sono da ricordare i trattati sulla trattazione della Canapa e del Lino, dell'olio dai semi, specialmente dal Vinacciolo, l'introduzione della coltivazione della Patata (alimento) e del Granturco, l'importazione di foraggi sconosciuti ai contadini marchigiani come la sulla (Hedysarum coronarium), l'erba medica (Medicago sativa), la lupinella, il lojetto, la verza (Brassica oleracea) e la rapa (Brassica rapa), la scoperta di nuovi vitigni, la coltivazione del Tabacco, la ricerca di nuove sementi, la Rotazione delle colture e l'Apicoltura. In particolare l'introduzione delle nuove erbe foraggere determinò in poco tempo la valorizzazione agricola delle immense distese di terreno argilloso che trovarono in queste nuove coltivazioni le piante adatte alla locale rotazione delle colture, dando così un notevole impulso alla produzione zootecnica. Infatti, con la coltivazione dei foraggi si evitava di lasciare incolti i terreni, rendendo più celere il recupero della fertilità e, nel medesimo tempo, si otteneva un abbondante nutrimento per il bestiame. Gli studiosi si occuparono anche di biologia nella difesa dell'ambiente e delle coltivazioni degli insetti nocivi.
Nel 1781 con breve di Papa Pio VI, gli Accademici ottennero l'autorizzazione dal Governo Pontificio di realizzare a Treia le Case di Correzione e di Lavoro dove giovani disadattati, vagabondi e disoccupati venivano impiegati nella fabbricazione di tele, reti e merletti, e tessuti per le vele delle imbarcazioni.
Gli argomenti di interesse degli studiosi vengono menzionati nel manifesto programmatico degli Accademici dove troviamo elencati le scienze che hanno correlazione con l'Agricoltura e con i fini perseguiti dai Georgici; tra queste la fisica, l'astronomia, la meteorologia (che, a partire dal 1799, inizia a diventare soggetto di studio sistematico alla scopo di conoscere i cambiamenti climatici sull'uomo e sulle colture), la botanica, la mineralogia, la chimica, la geografia e i viaggi. A queste pubblicazioni contribuirono, con i loro studi, le loro ricerche e le loro idee personaggi illustri del territorio treiese e nazionale: i fratelli Grimaldi, Fortunato Benigni, Luigi Riccomanni e tanti altri.
Pur essendo autonoma nelle sue decisioni, l'Accademia ha stipulato e da sempre ha usufruito di convenzioni con le amministrazioni comunali di Treia per la conservazione, riordino, valorizzazione e messa a disposizione dell'utenza dei fondi bibliografici e archivistici del Comune (principalmente originati dalla soppressione degli ordini religiosi nel 1861), con particolare riferimento all'Archivio Storico Comunale e anche a una sorta di Biblioteca comunale a partire dai primi anni del '900. Tutto il patrimonio è in parte di proprietà comunale in parte della stessa Accademia; nel tempo, però, la struttura non ha mai avuto il bisogno di individuare le singole proprietà in quanto il Magistrato Accademico, pur essendo un organismo autonomo, da sempre collabora in stretta sintonia con l'Amministrazione Comunale, e il patrimonio conservato e raccolto dall'Accademia è ritenuto patrimonio dei cittadini treiesi.

## La sede

Rilievo della 'Palazzina Valadier'

La facciata neoclassica dell'Ottocento, porta la firma dell'architetto Giuseppe Valadier ed è a mattoni a vista. A pianterreno l'Accademia presenta un porticato a tre arcate, poggiate su pilastri, le cui paraste sorreggono il primo piano. Quest'ultimo riprende la struttura tripartita del pianterreno, presentando tre finestre, di cui quella centrale accentuata dalla presenza di un piccolo timpano, decorate da un'elegante balaustra in travertino e separate da un ordine di colonnine ioniche. L'ultimo piano è concluso da un attico, ancora tripartitico in cui compare, al centro, una finestra termale e, nelle ali appena sporgenti dalla superficie piana, due esili paraste. Ancora una volta raggiunge un effetto di straordinaria eleganza attraverso un processo di riduzione piuttosto che attraverso un atto di fede nella 'perfezione' degli antichi. Gli ornamenti di stile classico sono depurati da qualsiasi ornamento, con lo scopo di poter rendere evidenza alle forme geometriche.
I tre finestroni sopracitati sono separati da quattro colonne in mattoni a vista con capitelli ionici che sorreggono due architravi, in cui compare la scritta Accademia Georgica, delimitando l'attico abbellito da una finestra a lunetta. I mattoni che compongono il piano terra sono di colore giallo ocra in contrasto con quelle del primo piano di color rosa antico.

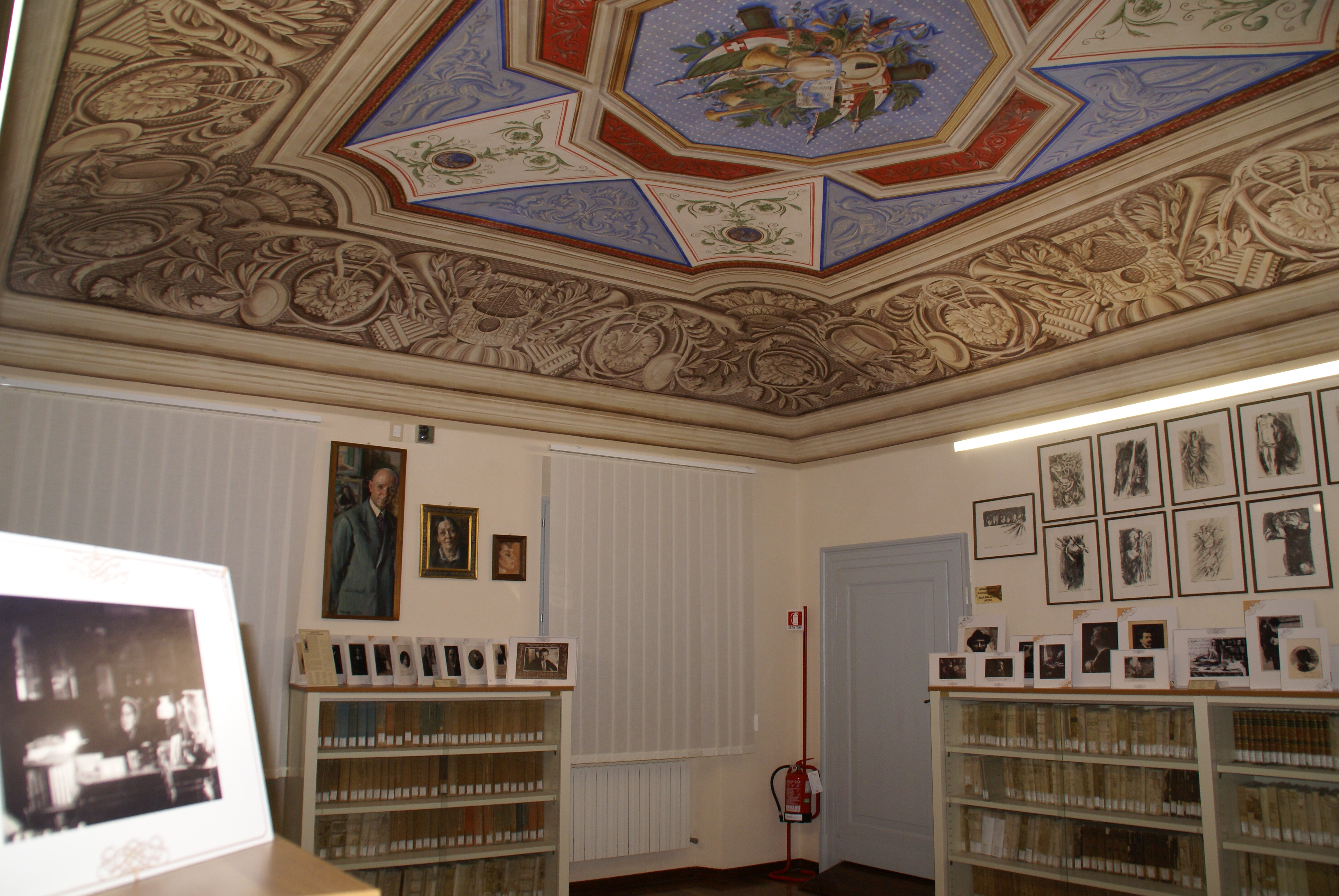
Appartamento Raffaele Simboli

La 'Palazzina Valadier', di proprietà del Comune di Treia è ubicata a Treia in Piazza della Repubblica. Successivamente, con apposito atto notarile nel settembre 1989, il Magistrato Accademico ha ceduto al Comune la proprietà dell'Appartamento Raffaele Simboli, adiacente alla Palazzina Valadier -ubicato a Treia nella stessa Piazza- che fu donato all'Accademia da Raffaele Simboli, con la condizione che l'uso del medesimo sia, conformemente alla volontà del donante, destinato ad ospitare l'attività istituzionale dell'Accademia.
Attualmente la sede dell'istituzione è divisa ne in due locali di proprietà comunale: la Palazzina Valadier e gli appartamenti al primo e secondo piano ('Appartamento Raffaele Simboli') del Palazzo Simboli. Le sale sono destinate per la conservazione del patrimonio culturale e costituiscono aree espositive, alcuni spazi sono destinati alla lettura e alla consultazione.

## Il patrimonio librario, archivistico e artistico

### La biblioteca
lI fondo bibliografico dell'Accademia Georgica è composto da volumi provenienti da biblioteche private e da biblioteche di antichi ordini soppressi. Si tratta di una raccolta variegata il cui contenuto spazia da una prevalente letteratura sacra ad una profana. Per quanto riguarda quest'ultimo settore non mancano opere rare e di pregio: come le opere complete di Voltaire in 55 volumi, pubblicate a Parigi nel 1792 (una delle prime raccolte sistematiche dell’autore francese); un testo di Virgilio molto raro che risale al 1501, non presente nei cataloghi, e ricco di iniziali ornate; un prezioso dizionario portatile da viaggio in sei lingue di Cornelio Valerio stampato in Belgio nel 1583 (Colloquia, cum dictionariolo, sex linguarum: teutonicae, anglicae, latinae, gallicae, hispanicae & italicae); un’“aldina” di Giulio Cesare del 1569, con illustrazioni xilografate (C. Iulii Caesaris Commentariorum de bello Gallico, libri VIII); una Historica relatione del Regno di Cile, e delle missioni, e ministeri che esercita in quelle la Compagnia di Gesù, di Alonso de Ovalle, pubblicato a Roma nel 1646 da Francesco Cavalli (uno dei primi resoconti sugli araucani del Cile, il testo prende anche in esame la storia della missione dei gesuiti in quelle terre).

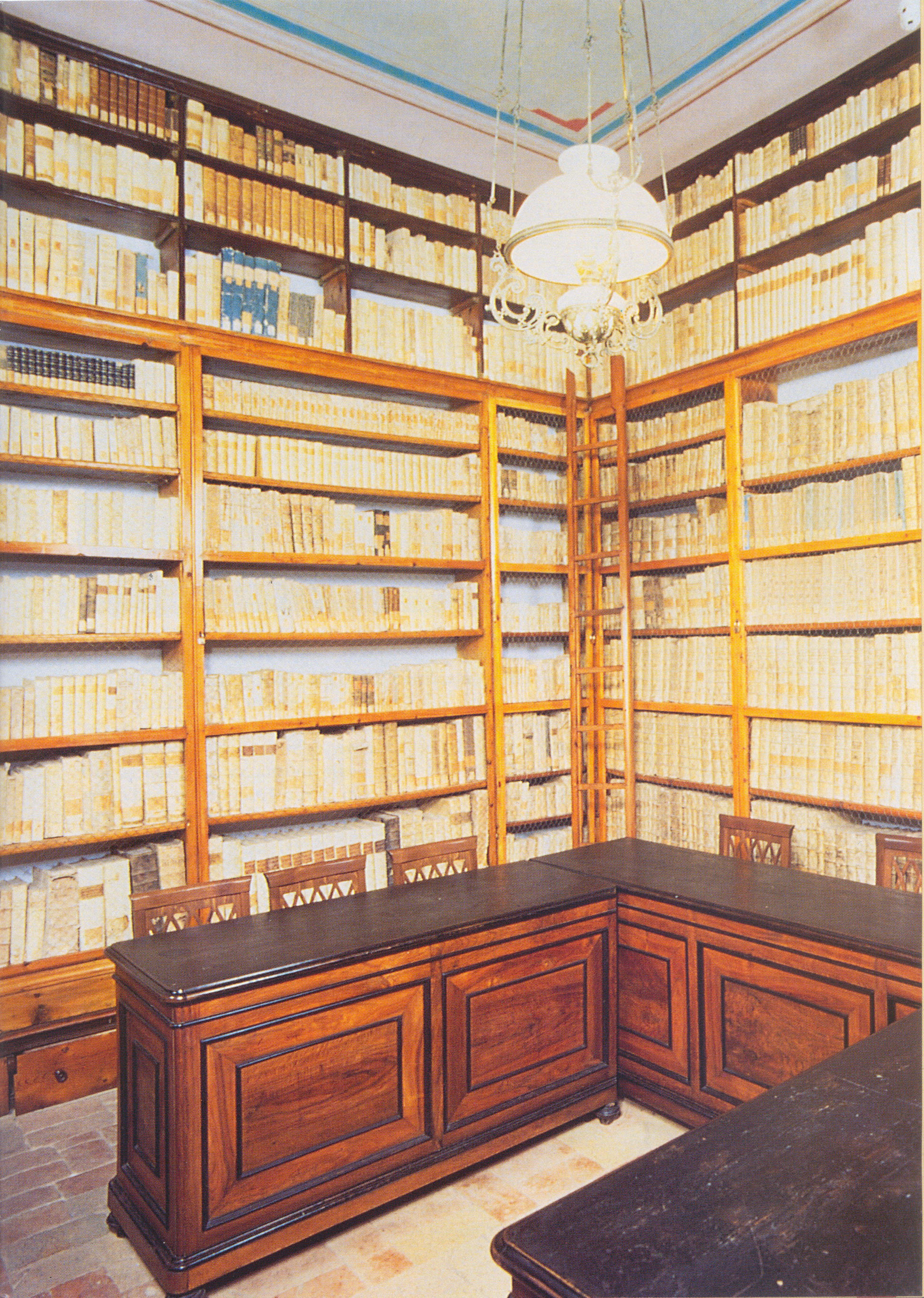
Sala Luigi Lanzi, sede della biblioteca antica.

Il patrimonio di straordinaria ricchezza e varietà di titoli rileva l’importanza dell’Accademia nell’ambito degli studi scientifici e umanistici. Infatti, nel ricco fondo di medicina e anatomia, troviamo ben due edizioni cinquecentine dell’opera di Galeno, una pubblicata a Basile da Andreas Cratander e l’altra (incompleta) pubblicata a Venezia dagli eredi di Aldo Manuzio stampata interamente in corsivo. Importanti (data anche la storia dell'Accademia) sono il fondo di agricoltura, accresciuto dopo la seconda metà del XVIII secolo, al quale è stato dedicato parte della sala dei Sollevati; nonché i testi di storia locale, di diritto canonico, di musica (molti dei quali appartenenti al fondo Oliviero Montebello) e di retorica. Il patrimonio dell’Accademia Georgica è stato arricchito, inoltre, dai doni provenienti da diverse famiglie locali: come, ad esempio, dei Benigni, che ammonta a più di 500 testi di grande pregio bibliografico, i testi appartenenti alla famiglia Broglio (testi che risalgono per lo più all'Ottocento), a quegli di Milone Meloni (circa 300 volumi recanti il suo ex libris - quasi tutti di carattere religioso), a Raffaele Simboli (il fondo testimonia l’attività di Simboli negli ambienti letterari Sudamericani - a tale patrimonio è stato dedicato un fondo esclusivo), a Demostene Ruffini da Cingoli (vissuto a cavallo tra il Cinquecento e il Seicento, a cui appartenevano 57 testi di retorica latina), e dalle oltre 1.400 opere antiche provenienti dal Santissimo Crocefisso conservate quasi tutte nella sala Luigi Lanzi.
Alla fine di un progetto di catalogazione durato tre anni, dal 2004 al 2007, all'interno dell'Accademia si possono trovare più di 14.000 volumi e 8 incunaboli, suddivisi in 19 fondi differenti che vanno dal fondo antico (contenente gli incunaboli), al fondo Dolores Prato, fino al fondo più attuale dei periodici, riviste e di Raffaele Simboli.

### Gli archivi
- Archivio degli Accademici, dichiarato di notevole interesse storico dalla Soprintendenza Archivistica per le Marche, testimonia la fervida attività culturale e scientifica nelle numerose memorie e studi lasciati dagli Accademici, ma oltre a questo è possibile trovare in esso una ricchissima documentazione che si intreccia con le vicende storiche dello Stato Pontificio e dell’Italia, in particolare nel periodo napoleonico; inoltre vengono conservati documenti relativi alle biografie di illustri treiesi, agli annali di storia treiese, agli atti relativi ai monasteri e alla Collegiata, al Vescovado di Treia dal XVI secolo al XIX e un gran numero di lettere scritte dagli Accademici a personaggi anche illustri sui più svariati argomenti.
- Fondo musicale "Oliviero Montebello", nel fondo, acquisito per donazione della famiglia Montebello, comprende le numerose opere musicali composte dal maestro di banda Oliviero.
- Archivio "Raffaele Simboli", il funzionario del Ministero delle Finanze, nonché giornalista, pubblicista e socio dell'Accademia treiese, ha donato all'Istituzione oltre alla sua abitazione, alcune opere di Giacomo Balla, un archivio fotografico, la sua biblioteca e il suo archivio personale.Pergamena relativa al processo Baglioni, svoltosi tra il 1278 e il 1296, lunga 11.98 metri.

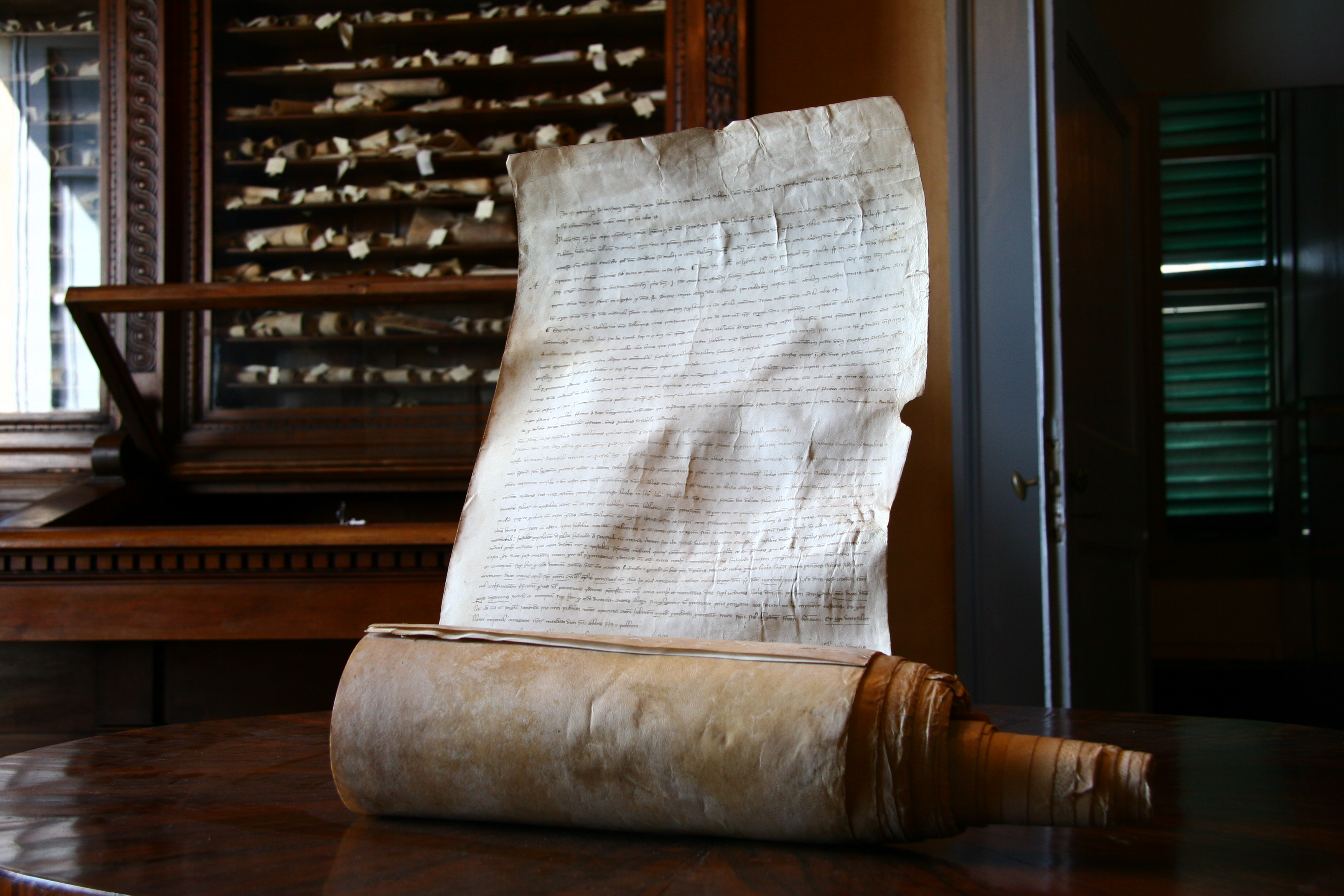
Pergamena relativa al processo Baglioni, svoltosi tra il 1278 e il 1296, lunga 11.98 metri.

- Archivio della Congregazione dell'Oratorio dei Padri Filippini comprende materiale che copre un arco cronologico dal sec. XVII alla metà del sec. XIX. Il fondo probabilmente era parte di un complesso più ampio che, a seguito delle soppressioni delle corporazioni religiose è passato al Comune insieme alla chiesa sede della Congregazione. La rilevanza dell'Archivio è di interesse storiografico in quanto ripercorre la storia di Treia.
- Archivio del Monastero di Santa Chiara, le Monache Clarisse costituiscono un ordine monastico claustrale le cui religiose si dedicano prevalentemente alla preghiera contemplativa. Dalla documentazione in possesso dell’Accademia non è possibile stabilire la data precisa in cui anche a Treia (all'epoca Montecchio) venne introdotta la regola di S. Chiara. Invece, è certa l'esistenza di un gruppo di monache clarisse all'interno del borgo già all'inizio del XVII, come attesta un registro di morte delle suore risalente all'anno 1613. L'archivio del Monastero di Santa Chiara percorre il periodo che va dagli inizi del XVII secolo e la seconda metà del XIX secolo.
- Archivio della Società Teatrale di Treia – Carteggio “Fabiano Valenti”, che contiene la narrazione della storia, delle caratteristiche architettoniche e strutturali, delle curiosità e delle rappresentazioni avvenute nel teatro stesso del Teatro Comunale di Treia.
- Archivio Storico del comune di Treia, in tale archivio è custodito la storia della cittadina fino agli inizi dell'Ottocento, e comprende il fondo diplomatico (di 1196 pergamene fino al XIX secolo) e il fondo amministrativo-giudiziario (con 852 volumi manoscritti). Questa parte di archivio è conservata nella palazzina Valadier rispettivamente nella sala Grassi-Coluzi (o delle Pergamene) e nella sala Giuseppe Colucci. Il fondo è di particolare interesse in quanto ripercorre cronologicamente la storia che va dal 1161 al 1854.
- Archivio della Congregazione di Carità, delle Diverse Opere Pie amministrate e dell’ Ente Comunale di Assistenza, che comprende l’archivio dell’Ente Comunale di Assistenza di Treia è un complesso comprendente il fondo proprio dell’ente e quello della precedente Congregazione di carità e delle diverse Opere pie amministrate.

### Il patrimonio archeologico
I reperti, che vanno dalla preistoria alla tarda età romana, sono suddivisi in raccolte.

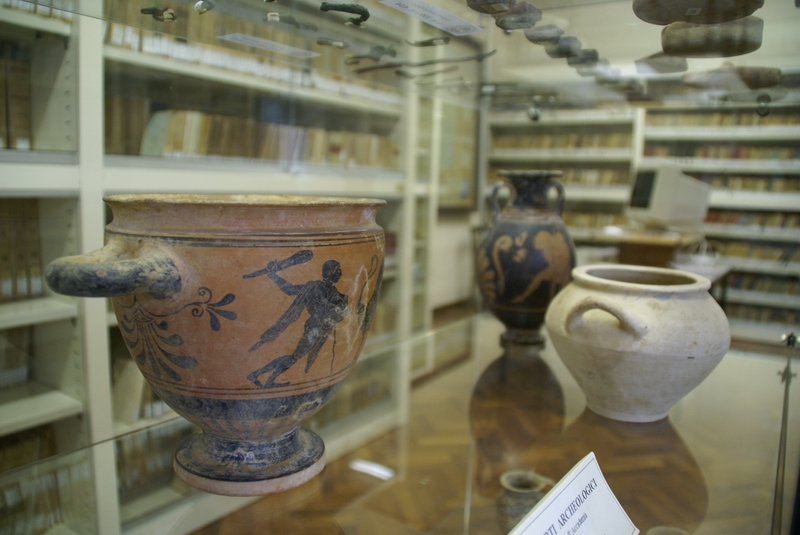
Reperti archeologici dell'Accademia

Nella prima sono presenti 517 pezzi, per lo più frammentari.  Essi appartengono a diverse categorie: oggetti votivi, pezzi di vasellame fittile o metallico, armi ed utensili, frammenti di materiale edilizio, monili e lucerne. A questi si aggiungono altri due oggetti fittili, il gruppetto delle tre Grazie e la statuetta maschile frammentaria, che caratteristiche tecniche ed iconografiche fanno ritenere non autentici e databili ad un'età più recente. La classe di oggetti maggiormente documentata nella raccolta è quella dei votivi, tra i quali si contano statuette fittili a figura muliebre o virile, un gruppetto di ex voto anatomici in terracotta; un nucleo di vasi miniaturistici, alcuni d'impasto, di rozza fattura e di diversa foggia, altri di argilla depurata, realizzati con maggiore accuratezza e diversa forma e una tavoletta poliviscerale fittile recante a rilievo un utero, un cuore, una cistifellea ed altri elementi anatomici non riconoscibili.
La seconda categoria di materiali è quella del vasellame, fittile e metallico. Della ceramica si conservano per lo più frammenti di orli, pareti, fondi, anse pertinenti a varie forme della produzione in bucchero, in vernice nera, in vernice rossa, in sigillata italica, oltre a pezzi di ceramica comune e anforacei. Pochi i vasi conservati ancora integri, di cui la maggior parte attribuibili alle comuni forme della ceramica a vernice nera e di quella acroma. 
Del terzo gruppo per quanto riguarda le armi abbiamo un pugnale, una punta di freccia in bronzo e una cuspide di lancia in ferro. Per ciò che concerne gli utensili per usi vari troviamo: pesi di telaio troncopiramidali o a disco, rocchetti, fuseruole, tutti fittili, e aghi in bronzo per la tessitura, cucchiaini e forchettine di bronzo per la cucina e ami di bronzo per la pesca. A chiusura del gruppo di utensili c'è un piccolo lotto di manufatti in selce di epoca preistorica.

### Il patrimonio artistico e fotografico

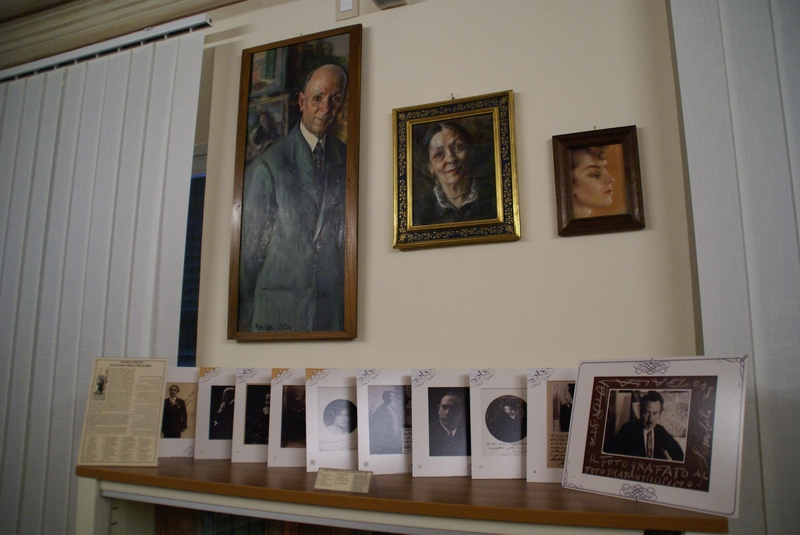
Ritratti di Balla presenti nell'appartamento Simboli. In basso, si può vedere, tra le foto, la foto autografata di Giacomo Balla.

Il fondo artistico e fotografico di Raffaele Simboli, composto da 102 pezzi, comprende foto d'epoca, caricature, disegni, immagini tratte da giornali e riviste. Una precisa clausola testamentaria detta la volontà dell'estinto: l'Accademia Georgica deve dedicare una stanza alla sua memoria. Il corpus di fotografie d'epoca databili dal 1922 al 1940 ritraggono personaggi famosi che hanno spesso autografato il loro ritratto, aggiungendo una dedica personale al Cavalier Simboli Si tratta di foto di politici illustri, di artisti di teatro e di cinema, di scrittori rimasti famosi nella letteratura italiana e straniera, di esponenti della cultura di fine Ottocento e della prima metà del Novecento. La mostra venne allestita in maniera sobria ed essenziale, quasi a voler riprendere l'atmosfera intima e riservata che si respira dentro ad uno studio privato. Tra i personaggi che hanno lasciato una foto si possono annoverare: Eleonora Duse, Sibilla Aleramo, Giacomo Puccini, Luigi Pirandello, Mark Twain, Maria Montessori, Gabriele D'Annunzio, Guglielmo Marconi, Massimo Bontempelli, Giacomo Balla, Grazia Deledda, Giovanni Verga e Ada Negri. 
È di rilevante importanza la presenza di due opere del tutto inedite di Giacomo Balla: un ritratto della madre di Simboli, col volto segnato dal passare del tempo, ma sorridente e il ritratto di Raffaele Simboli. Quest'ultimo è nettamente più peculiare in quanto oltre alla rappresentazione di Simboli, Balla propone un'opera nell'opera, con un interessante effetto trompe l'oeil, riproducendo alle spalle del personaggio un suo dipinto raffigurante una giovane donna che conversa con una amica e, all'interno di quest’ultimo, sulla parete retrostante, un ulteriore dipinto, eseguito nella fase di adesione al Futurismo, negli anni Venti. In questo quadro è come se Balla parlasse di se stesso, con un quadro che, in realtà, svela le tappe importanti della carriera dello stesso autore. 
È presente anche un terzo ritratto firmato dalla secondogenita del pittore futurista, Elica Balla che viene definita dal donante una 'stupenda testa di profilo elichesco di Elica Balla'. Oltre al patrimonio artistico contenuto nell'appartamento di Simboli, l'Accademia conserva presso la sala intitolata Augusto Grassi-Coluzi alcune ritratti. Questi sono di Bartolomeo Vignati, Giulio Acquaticci, Luigi Lanzi, Ilario Altobelli e Fortunato Benigni che sono stati degli Accademici; mentre per quanto riguarda i ritratti sacri è stato rinvenuto e restaurato un ritratto di San Francesco di Paola. 

## I nuovi progetti
Oggi l'Accademia sta portando avanti progetti volti alla conservazione e valorizzazione del patrimonio culturale, che costituiscono un investimento su diversi aspetti. Essi comprendono: un progetto di digitalizzazione del patrimonio librario antico d'interesse regionale e nazionale attraverso strumenti e strategie diversificate e nel rispetto della vigente legislazione, alcuni progetti per il recupero, ricondizionamento e catalogazione dei fondi archivistici custoditi e digitalizzazione di alcuni fondi e, infine, l'Accademia si occupa di esperienze lavorative per i giovani. Inoltre, l'Accademia Georgica ha in attivo anche una fitta attività editoriale. Gli argomenti dei libri editi spaziano dalla collana sui convegni dell'Accademia, alla collana su Luigi Lanzi fino ad arrivare all'edizione critica de Il tempio peregrino di Giulio Acquaticci, curata dal professore Dino S. Cervigni.

### Progetto di digitalizzazione
A partire dal 3 novembre 2014, l’Accademia Georgica ha avviato il progetto per la digitalizzazione del patrimonio librario antico, attraverso l’utilizzo di uno scanner planetario. Tale progetto è stato preceduto da una presentazione ufficiale che si è svolta il 29 ottobre 2014 presso la sala della biblioteca antica dell’Accademia, dove sono intervenuti autorità e rappresentanti degli Enti che a vario titolo sostengono l’importante iniziativa. 
La scansione riguarda n. 9.560 volumi antichi sugli oltre n. 15.000 titoli custoditi e risponde all’intento di potenziare il nuovo portale internet dell’Accademia, conferendogli valenza interattiva, in modo che, oltre alla presentazione, illustrazione e fruizione del patrimonio, sia data la possibilità all’utenza di interagire anche fruendo direttamente del bene oggetto di studio. 
La selezione del materiale ha preso in considerazione lo sviluppo della raccolta, il valore aggiunto, la tutela, la fattibilità tecnica e la capacità di sostenere i costi della digitalizzazione nel lungo periodo, tenendo conto altresì del valore storico e culturale, dell’unicità e della rarità, dell’alta richiesta e all’accesso ristretto dovuto allo stato di conservazione. 
Il progetto oltre all’intrinseca valenza scientifica assume anche un alto valore sociale in quanto fin dall’avvio viene condotto nelle varie fasi, sempre sotto la supervisione delle istituzioni preposte, da giovani in possesso di specifiche competenze e ciò risponde all’importante fine di offrire ai giovani un’occasione e un’esperienza di lavoro significativa.
Alla data del 31/12/2020, sono stati digitalizzati e messi in sicurezza n. 1.850 volumi/tomi pari a circa n. 5.020 numeri d’inventario corrispondenti ad altrettanti titoli di testo, per complessivi n. 886.971 file di immagine acquisiti (facciate).

### Progetto IPERION
Tra i compiti essenziali dell’Accademia Georgica rientrano, fin dalla sua origine, la custodia e la valorizzazione del patrimonio storico-documentario, entro cui quello archeologico occupa un posto di primo piano. 
Il progetto “IRPAG” è stato ideato ed elaborato dall’Accademico Dr. Ing. Massimo Rogante, Componente Italiano del Comitato Scientifico del Centro Neutronico di Budapest, in collaborazione col Prof. László Rosta, Direttore Scientifico dell’Istituto di Ricerca per la Fisica dello Stato Solido presso il Centro Neutronico di Budapest. 
Il compito è stato quello di investigare, mediante spettroscopia gamma indotta da neutroni, alcuni dei reperti archeologici metallici piceni e romani della collezione, allo scopo di apportare un nuovo contributo scientifico. Con l’anno 2021 il progetto verrà rivolto a supportare le indagini anche su alcuni reperti archeologici - statuette votive egizie - costituiti da materiale minerario, terracotta o pietre. 

## I servizi in seguito al sisma
Anche gli edifici che ospitano l'Accademia Georgica si sono piegati alla forza del terremoto che ha colpito nel cuore del territorio del Centro Italia. Tutto il patrimonio librario, archivistico e artistico è stato portato in salvo tutelando, come meglio possibile, tali beni. 
Per ovviare alla dislocazione dei beni senza allontanarli troppo dalla loro sede natia, il Comune di Treia, ha affittato un locale limitrofo alla sede storica atto a custodire il patrimonio, rendendolo di nuovo fruibile all'utenza. Volendo porre rimedio all'inagibilità data dal sisma, il personale si è messo in gioco continuando nell'opera di digitalizzazione delle opere della biblioteca antica, erogando regolarmente i servizi bibliotecari e d'archivio tramite la consultazione virtuale dei testi.
Non è stato possibile continuare il naturale svolgimento di alcuni servizi, come le visite guidate alla struttura, che sono state sospese e, in alternativa, è stata predisposta la visita virtuale disponibile sul sito Internet istituzionale; sono state limitate le consultazioni del patrimonio culturale, in quanto, l'opera di digitalizzazione è ancora in corso.

## Riconoscimenti
Con Decreto del Presidente della Repubblica del 16 ottobre 1954 l'Accademia Georgica è stata eretta ad Ente Morale e, successivamente, il 15 marzo 1993 è stata iscritta nel Registro delle Persone Giuridiche del Tribunale di Macerata, status che tuttora conserva. Secondo quanto previsto dall'articolo 1 del vigente Statuto, l'Accademia Georgica ha per scopo l'iniziativa e l'incoraggiamento di studi sia teorici che pratici, che valgano a migliorare l'agricoltura e le industrie e a tenere in onore le scienze, le lettere e le arti. Fra i compiti dell'Accademia rientra ogni attività idonea all'illustrazione di personaggi, momenti, fatti e documenti antichi della Patria.